# Тотално нови талас
Тотално нови талас српска је тинејџерско-драмска телевизијска серија чија је креатор Саша Антовић и режисер Милош Петричић. Премијера серије била је 3. јануара 2011. године на каналу Happy. Радња се дешава у Земунској гимназији и прати животе, како њених учесника, тако и особља школе.

## Радња
Радња се дешава у Земунској гимназији, чији је директор Сава Јовић, која у својим просторијама омогућава формирање музичких и плесних секција.
У просторијама центра вежба бенд ТНТ, који предводи млади Ђоле. Поред њих, вежбају плес млади талентовани ученици и ученице, међу којима су две најбоље другарице Милица и Ивана.

## Улоге
| Глумац                | Улога                                      |
| --------------------- | ------------------------------------------ |
| Мирка Васиљевић       | Милица                                     |
| Катарина Илић         | Синди                                      |
| Катарина Димитријевић | Бранка                                     |
| Јелисавета Орашанин   | Марија                                     |
| Анђела Јовановић      | Ивана                                      |
| Мила Манојловић       | Весна, професорка српског                  |
| Бранка Пујић          | Гоца, професорка биологије (Иванина мајка) |
| Милена Васић          | Ирина, инструкторка плеса                  |
| Ивана В. Јовановић    | Јадранка                                   |
| Никола Ракочевић      | Коста                                      |
| Вујадин Милошевић     | Урош                                       |
| Милош Танасковић      | Бојан                                      |
| Павле Јеринић         | Марко                                      |
| Данијел Корша         | Борис                                      |
| Марко Гверо           | Макса                                      |
| Марко Живић           | Сава Јовић, директор центра                |
| Слободан Тешић        | Божа                                       |
| Вукашин Марковић      | Влада                                      |
| Горан Радаковић       | Иванин отац                                |
| Ђорђе Лесендрић       | Бубњар Ђоле                                |
| Јелена Ћурувија       | Емилија, инструкторка плеса                |